# Stephen Mokoka
Stephen Mokoka, född 31 januari 1985, är en sydafrikansk långdistans- och maratonlöpare.
Mokoka tävlade för Sydafrika vid olympiska sommarspelen 2012 i London, där han slutade på 49:e plats i maraton. Vid olympiska sommarspelen 2016 i Rio de Janeiro slutade Mokoka på 18:e plats på 10 000 meter.
Den 6 mars 2022 vid en tävling i  Gqeberha i Sydafrika satte han nytt världsrekord på 50 km med tiden 2:40.13. Detta var hans första lopp i karriären på distansen. 